# Тикен Джа Факоли
Тикен Джа Факоли (на френски: Tiken Jah Fakoly е реге певец и автор на песни от Кот д'Ивоар. Истинските му имена са Думбия Муса Факоли (Doumbia Moussa Fakoly).
Считан е за най-влиятелния реге певец на Африка.
Роден е в семейство на гриоти. Пее за потиснатите хора, както в Кот д'Ивоар, така и за много други по цяла Африка. Това го прави толкова популярен по целия свят.
Пее на родния си език джола, а също и на френски – официалния език в Кот д'Ивоар.

## Награди
- 2003 г.: печели „Victoires de la musique“ в категорията реге.
- 2008 г.: получава Freemuse Award 2008[2]